# Magnolia ×soulangeana
Hybride
Parent  A  de l'hybridation 
  Magnolia denudata 
×

Parent  B  de l'hybridation 
  Magnolia liliiflora 
Le Magnolia de Chine ou Magnolia de Soulange, Magnolia ×soulangeana, est une espèce hybride de plantes à fleurs de la famille des Magnoliaceae.

## Origine
L'hybride Magnolia ×soulangeana a été créé en 1820 par le botaniste français Étienne Soulange-Bodin (1774-1846), officier de cavalerie de l'armée napoléonienne à la retraite dans son château de Fromont près de Paris. Cet hybride est un croisement de Magnolia denudata et Magnolia liliiflora,. Souvent le nom est écrit Magnolia ×soulangiana, mais ce nom n'est pas reconnu (Art 60.11 de CINB).
Depuis la France, l'hybride est rapidement entré en culture en Angleterre et d'autres parties de l'Europe, ainsi qu'en Amérique du Nord. Depuis lors, les sélectionneurs de plantes dans de nombreux pays ont continué à développer ce magnolia, et plus d'une centaine de cultivars sont maintenant connus.

## Description

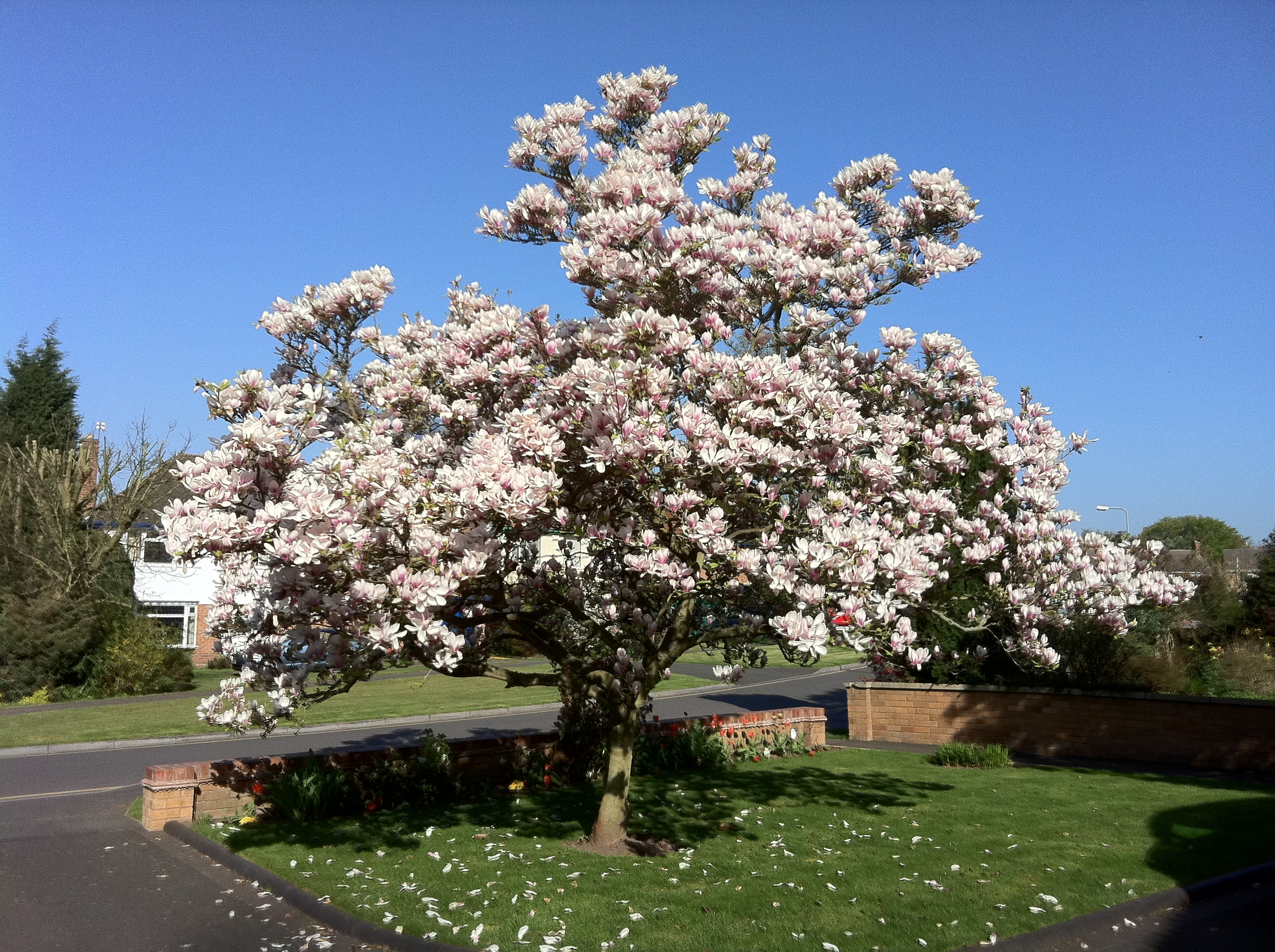
Le magnolia de Soulange a souvent un port buissonnant mais il peut aussi pousser sur un seul tronc.

C'est un arbre ou arbuste calcifuge caduc au port arrondi et étalé (de 3 à 5 m de haut comme de large). La majorité des cultivars se ramifie dès la base. Il est très rustique et a une croissance lente. Il apprécie les sols frais (paillés), consistants, voire lourds (argileux à fortement argileux sans être calcaires). Une exposition à mi-ombre et une bonne irrigation, notamment la première année, contribueront efficacement à une bonne croissance.
Il a de grandes feuilles simples et alternes (10 à 15 cm) sur de robustes tiges.
Les fleurs sont roses et énormes (10 à 15 cm). Elles sortent au tout début du printemps (en même temps que les Forsythia) sur un arbre sans aucune feuille. Les feuilles suivent par la suite et durent de l'été jusqu'à l'automne.
Par confusion, il est parfois appelé tulipier ou « faux tulipier », en référence à sa floraison spectaculaire au printemps qui ressemble à des tulipes roses.